# Kalyi Jag
A Kalyi Jag 1978-ban alakult magyarországi cigány folklóregyüttes, az első olyan magyarországi cigány együttes, amely országos ismertséget szerzett. Alapítója Varga Gusztáv, célja az autentikus cigány kultúra ápolása.

## Neve
A név, amelynek jelentése 'fekete tűz', Bari Károly egyik verssorán alapul: „Kiszolgáltatva hitemnek / Haláltalan szavakkal szólok, / ante muri jelt káli jag phabol [szívemben fekete tűz ég], / kimondom nektek az éjszakát.” Az együttes alapítója szerint a 'fekete' az emberek félelmét jelképezi, a 'tűz' a pusztító erőt. A 'fekete tűz' legyőzi a félelmet és a félelemből eredő előítéletet.

## Története
Az együttes 1978. augusztusban alakult szatmári-nagyecsedi, Budapestre ingázó fiatalokból. Kezdetben munkásszállókon, ifjúsági klubokban, táborokban és művelődési házakban lépett fel. 1979-ben tagjait a Népművészet Ifjú Mestere díjjal ismerték el; működési engedélyt 1980-ban kapott. Az együttes 1981-ben Hollandiában turnézott, 1982-ben a Budapest Sportcsarnokban lépett fel a táncháztalálkozón. 1983-ban Balogh Béla táncosként megnyerte a Ki mit tud? versenyt; ugyanebben az évben a Magyar Televízió portréfilmet forgatott az együttesről. 1987-ben megjelent első lemeze 1989-ben aranylemez lett. Magyarországi és külföldi szereplések mellett cigány családoknál keresztelőkön és lakodalmakban is fellépett.
1993-ban részt vett az osztrák-német Magnetenshow című produkcióban, amelynek során hat hónap alatt 138 koncertet tartott Ausztriában, Németországban és Svájcban. A shownak köszönhetően meghívták a World Music Festivalra, ahol World Music Megastar címet nyert. 1994-ben megkapta az Európai Ifjúsági Parlament Európa-díját, 1996-ban Kisebbségekért díjat kaptak. 
Az együttes 2005-ben mutatta be a Roma legenda című rockoperát, amely a cigányság mitologikus történetét dolgozza fel.

## Zenei jellegzetességei
Az együttes nagy számú nagyecsedi, valamint szatmári oláh és magyar cigány dallamot adott elő, de feldolgozott Magyarország más régióiból származó oláh cigány dallamokat, illetve szerbiai, bulgáriai és görögországi dalokat is. Az együttes tagjai saját dalokat is komponáltak, emellett néprajzi gyűjtőmunkát is végeztek. Külföldi koncertjeik alkalmával (például Indiában, Japánban, Dél-Koreában, Brazíliában, Amerikában, Európa számos országában) szintén gyűjtöttek dallamokat, amelyeket beépítettek saját munkáikba.
Zenéjük fontos eleme a szájbőgő és a hagyományos hangszerpótló eszközök, például a vizeskanna és a kanál.

## Albumai
- 1987: Gypsy Folk Songs from Hungary. SLPX/MK/HCD 18132. Hungaroton (LP/MK/CD).
- 1989: Lungoj o drom angla mande. Gipsy Folk Songs from Hungary. SLPX/MK/HCD 18179. Hungaroton (LP/MK/CD).
- 1992: Karingszo me phirav. Amerre én járok. Gypsy Folk Songs from Hungary. SLPX/MK/HCD 18199. Hungaroton (LP/MK/CD).
- 1993: O suno. The Dream. Az álom. SLPX/MK/HCD 18211., Hungaroton–Fonofolk (LP/MK/CD).
- 1998: Cigányszerelem. Gypsy Love. Romano Kamipo. CDK 001. Kalyi G+A (MK/CD[CD-ROM])
- 2002: Köszöntünk titeket. Naisaras tumen. Greating (sic!) for you. Kalyi G+A (MK/CD).
- 2004: Minden dalom a Tiéd. All my songs are Yours. Tjirej le Gilja. RTL Zeneklub (MK/CD).